# Banco de investimento
Um banco de investimento é uma instituição que auxilia pessoas físicas ou jurídicas a alocar seu capital nos mais diversos tipos de investimento, como por exemplo no mercado financeiro ou na B3.
Ao contrário de bancos comerciais, os bancos de investimento não recebem depósitos. Desde a passagem do Glass-Steagall Act em 1933 até à sua revogação em 1999 pelo Gramm-Leach-Bliley Act, os Estados Unidos mantiveram uma separação entre bancos de investimento e bancos comerciais. Outros países industrializados, incluindo países do G7, historicamente, não têm mantido uma tal separação. Como parte do Dodd–Frank Wall Street Reform and Consumer Protection Act of 2010 (Dodd-Frank Act of 2010), The Volcker Rule afirma algumas separações institucionais de serviços bancários de investimento de comercial bancário.